# Stazione di Torre del Greco (Circumvesuviana)
La stazione di Torre del Greco è una stazione della ferrovia Circumvesuviana, sita nell'omonimo comune.
Si trova sulla ferrovia Napoli-Pompei-Poggiomarino.

## Storia
Inaugurata nel 1904 insieme alla linea per Poggiomarino, non è da confondere con la stazione di Torre del Greco, gestita dalle Ferrovie dello Stato, che si trova lungo la costa, sulla linea Napoli-Salerno.
Nel 1948, in conseguenza dei lavori di raddoppio della linea per Napoli, entrò in servizio il nuovo fabbricato viaggiatori.

## Strutture e impianti
La stazione è dotata di un fabbricato viaggiatori su due livelli: al primo piano, che si trova ad altezza strada, si trovano la biglietteria ed il corridoio di collegamento con il secondo e terzo binario, mentre il secondo livello si trova sul piano binari.
La stazione è dotata di tre binari passanti, serviti da due banchine dotate di pensiline: il marciapiede tra il secondo ed il terzo binario è collegato direttamente con l'uscita tramite un soprapassaggio.
La stazione manca di scalo merci, come tutte le altre stazioni della Circumvesuviana.

## Movimento
La stazione è servita da tutti i treni in direzione Napoli, Poggiomarino e Sorrento oltre ai pochi treni limitati a Torre Annunziata.
Vi è un'elevata affluenza a tutti gli orari e la stazione è una delle più trafficate dell'intera linea.

## Servizi
La stazione dispone di:
- Biglietteria
- Servizi igienici